# Gordon setter
Gordon setter er en jagthund i gruppen af stående hunde. Gordon setter er beslægtet med Engelsk og Irsk setter som har mange af de samme kendetegn.

## Udseende
Racen har en dyb sort pels med kastanjerøde aftegninger på ansigt og underkrop. Pelsen er uden krøller og har en blanding af kort og moderat længde, afhængig af stedet på kroppen. Hunden har stærke kæber med korrekt bid, en lang snude og en sort næse med åbne næsebor. Øjnene bør være mørkebrune og klare samt tilpas i størrelsen, og ørerne bør ligge tæt ind til hovedet. Halen er lige eller sabelformet og holdes i højde med eller lavere end ryglinjen. Den bør ikke nå forbi haseleddet.
Kroppen er af moderat længde, og tæver bør havde en skulderhøjde på 62 cm, for hanner 66 cm. Den anbefalede vægt for tæver er 25,5 kg, for hanner 29,5 kg

## Oprindelse
Racen stammer fra det Skotske højland, hvor den er udviklet ud fra racen "The Setting Spaniel", som i øvrigt også danner grundlag for den Engelske og Irske setter. Undervejs er den blevet krydset med Greyhounds og Pointere for at opnå de ønskede egenskaber. Racens oprindelige formål var jagt af skovhøns.
Racen har sit navn fra Alexander the 4th Duke of Gordon, som gjorde et stort avlsarbejde for racen fra år 1800 og frem på sit gods Gordon Castle.
Racen blev først anerkendt i 1861 af den britiske kennelklub under navnet "Black and Tan" og fik  sit nuværende navn i 1924. Racen blev introduceret til Danmark i 1875.